# Dead Moon
Dead Moon fue una banda de rock estadounidense formada en 1987 en Portland, Oregón.
La banda estaba formada por el cantante y guitarrista Fred Cole, la cantante y bajista Toody Cole y el baterista Andrew Loomis. Se disolvió inicialmente en 2006, se reunieron en 2014 y culminaron por disolverse nuevamente en 2017 tras la muerte de Loomis y Cole. Lanzó diez álbumes de estudio, seis álbumes en vivo y tres álbumes recopilatorios.

## Historia
La banda fue conformada por Fred Cole, Toody Cole y Andrew Loomis. Veteranos de la escena de rock independiente de Portland, la banda combinó temas oscuros y de amor con influencias de la música punk y country en un sonido simplificado.
El líder Cole diseñó la mayoría de las grabaciones de la banda y las masterizó en un equipo de grabación que se utilizó para la versión de Louie Louie de The Kingsmen. Sus primeros discos, como In the Graveyard, fueron publicados por el sello Tombstone Records, llamado así por la tienda de equipos musicales que los Coles operaban en ese momento. 
Pronto llamaron la atención del sello alemán Music Maniac Records y realizaron una gira europea con éxito. Fue hasta mediados de 1990 que realizaron una gira por Estados Unidos. Gran parte de sus seguidores estaban en Europa. En diciembre de 2006, cerca del final de la gira Echoes of the Past, la agrupación anunció su separación. El último concierto fue en el club Vera en Groningen el 26 de noviembre de 2006.
Los Coles formaron una nueva banda llamada Pierced Arrows con el músico Kelly Halliburton (cuyo padre tocó en una banda llamada Albatross con Fred Cole en 1972) de Severed Head of State, Defiance y anteriormente Murder Disco X. 
La banda tocó su primer concierto el 18 de mayo de 2007, en el Ash Street Saloon en Portland con el reformado Poison Idea . Loomis tocó la batería en una banda llamada The Shiny Things de Longview, Washington .
Andrew Loomis murió de cáncer el 8 de marzo de 2016, a la edad de 54 años; a su vez Fred Cole murió el 9 de noviembre de 2017 de la misma enfermedad a la edad de 69 años

## Miembros de la banda

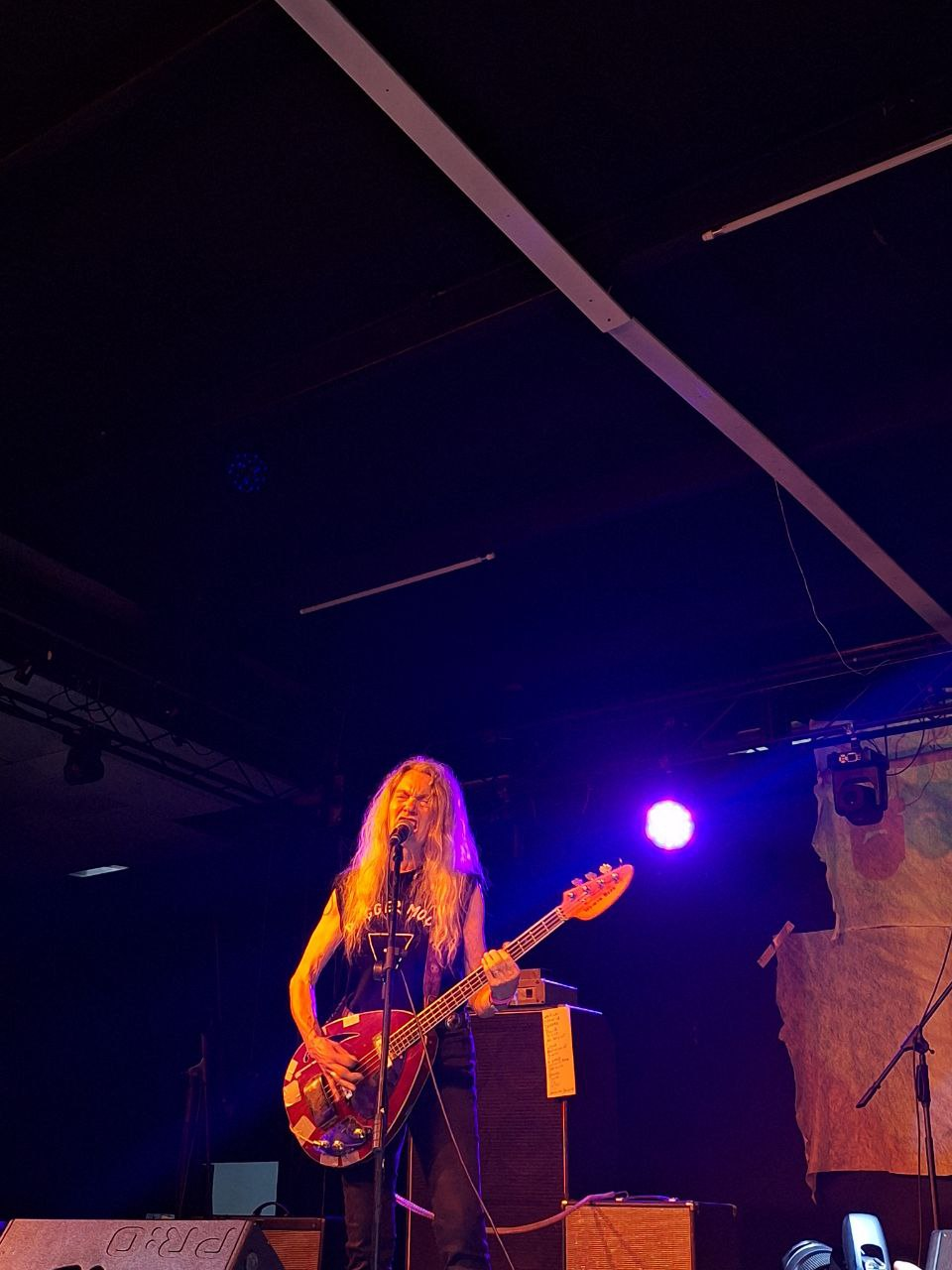
Toody Cole (2024)

- Toody Cole (2024)Fred Cole – voz, guitarra
- Kathleen 'Toody' Cole – voz, bajo
- Andrew Loomis – batería

## Discografía

### Álbumes de estudio
- In the Graveyard (1988)
- Unkown Passage (1989)
- Defiance (1990)
- Stranded in the Mistery Zone (1991)
- Strange Pray Tell (1992)[4]
- Crack in the System (1994)
- Nervous Sooner Changes (1995)
- Destination X (1999)
- Trash & Burn (2001)
- Dead Ahead (2004)

### Álbumes recopilatorios
- Dead Moon Night (1990)
- Thirteen Off My Hook (1990)
- Echoes of the Past (2006)

### Álbumes en vivo
- Live Evil (1991)
- Hard Wired in Ljubljana (1997)
- Alive In The Unkown (2002)
- Live at The Casbah (2004)
- Dead Moon, Live at Satyricon (2015)
- What a Way to See the Old Girl (2017)
- Going South (2023)

## Registros documentales
- Unknown Passage: The Dead Moon Story (2006)